# Prvenstvo Grenlanda u rukometu
Prvenstvo Grenlanda u rukometu je rukometno natjecanje koje za krovnu organizaciju ima Grenlandski rukometni savez. 
Održava se od 1974.

## Prvaci
- 1974. Grønlands Seminarius Sportklub (GSS)
- 1975. Sisimiut (S-68)
- 1976. Grønlands Seminarius Sportklub (GSS)
- 1977. Grønlands Seminarius Sportklub (GSS)
- 1978. Nuuk Idraetslag (NÛK)
- 1979. Grønlands Seminarius Sportklub (GSS)
- 1980. Ilulissat (I-69)
- 1981. Sisimiut (S-68)
- 1982. Sisimiut (S-68)
- 1983. Sisimiut (S-68)
- 1984. Nuuk (B-67)
- 1985. Ilulissat (I-69)
- 1986. Aqigssiaq
- 1987. Ilulissat (I-69)
- 1988. Ilulissat (I-69)
- 1989. Ilulissat (I-69)
- 1990. Ilulissat (I-69)
- 1991. Nuuk Idraetslag (NÛK)
- 1992. Siumut Amerdlok Kunuk (SAK)
- 1993. Siumut Amerdlok Kunuk (SAK)
- 1994. Nuuk Idraetslag (NÛK)
- 1995. Nuuk Idraetslag (NÛK)
- 1996. Nuuk Idraetslag (NÛK)
- 1997. Nuuk Idraetslag (NÛK)
- 1998. Nuuk Idraetslag (NÛK)
- 1999. Nuuk Idraetslag (NÛK)
- 2000. Kissaviarsuk-33 (K-33)
- 2001. Nuuk Idraetslag (NÛK)
- 2002. Nuuk Idraetslag (NÛK)
- 2003. Kissaviarsuk-33 (K-33)
- 2004. Nuuk Idraetslag (NÛK)
- 2005. Nagdlunguaq-48 (N-48)